# Мирінець Вадим Михайлович
Вади́м Миха́йлович Миріне́ць (20 листопада 1988 — 20 вересня 2014) — солдат Збройних сил України, учасник російсько-української війни.

## Життєпис
Народився 1988 року у місті Полтава. Закінчив 2008 року Полтавський технікум харчових технологій, по тому пройшов строкову службу у ЗСУ, працював робітником у приватному підприємстві.
4 серпня 2014-го мобілізований, номер обслуги, 92-га окрема механізована бригада.
20 вересня 2014-го загинув під час виконання бойового завдання біля міста Щастя. О 4:30 ранку зазнав важкого осколкового поранення на блокпосту під час збройного нападу проросійських терористів. Тоді ж загинув молодший сержант Володимир Волін.
Без єдиного сина лишились батьки.
Похований в селі Дейкалівка.

## Нагороди і вшанування
За особисту мужність і героїзм, виявлені у захисті державного суверенітету та територіальної цілісності України, вірність військовій присязі під час російсько-української війни, відзначений — нагороджений
- орденом «За мужність» III ступеня (посмертно)
- Його портрет розміщений на меморіалі «Стіна пам'яті полеглих за Україну» у Києві: секція 4, ряд 7, місце 23
- на приміщенні Полтавського коледжу харчових технологій встановлено і освячено меморіальну дошку його честі[1]
- Вшановується в меморіальному комплексі «Зала пам'яті», в щоденному ранковому церемоніалі 20 вересня[2]